# Horalabiosa
Horalabiosa är ett släkte av fiskar. Horalabiosa ingår i familjen karpfiskar.
Kladogram enligt Catalogue of Life:
| Horalabiosa | \| \| Horalabiosa arunachalami \| \| \| \| \| \| Horalabiosa joshuai \| \| \| \| \| \| Horalabiosa palaniensis \| \| \| \| |
|             | \| \| Horalabiosa arunachalami \| \| \| \| \| \| Horalabiosa joshuai \| \| \| \| \| \| Horalabiosa palaniensis \| \| \| \| |
|             | Horalabiosa arunachalami                                                                                                   |
|             | |
|             | Horalabiosa joshuai |
|             | |
|             | Horalabiosa palaniensis |
|             | |